# Sjöryd, Hjo

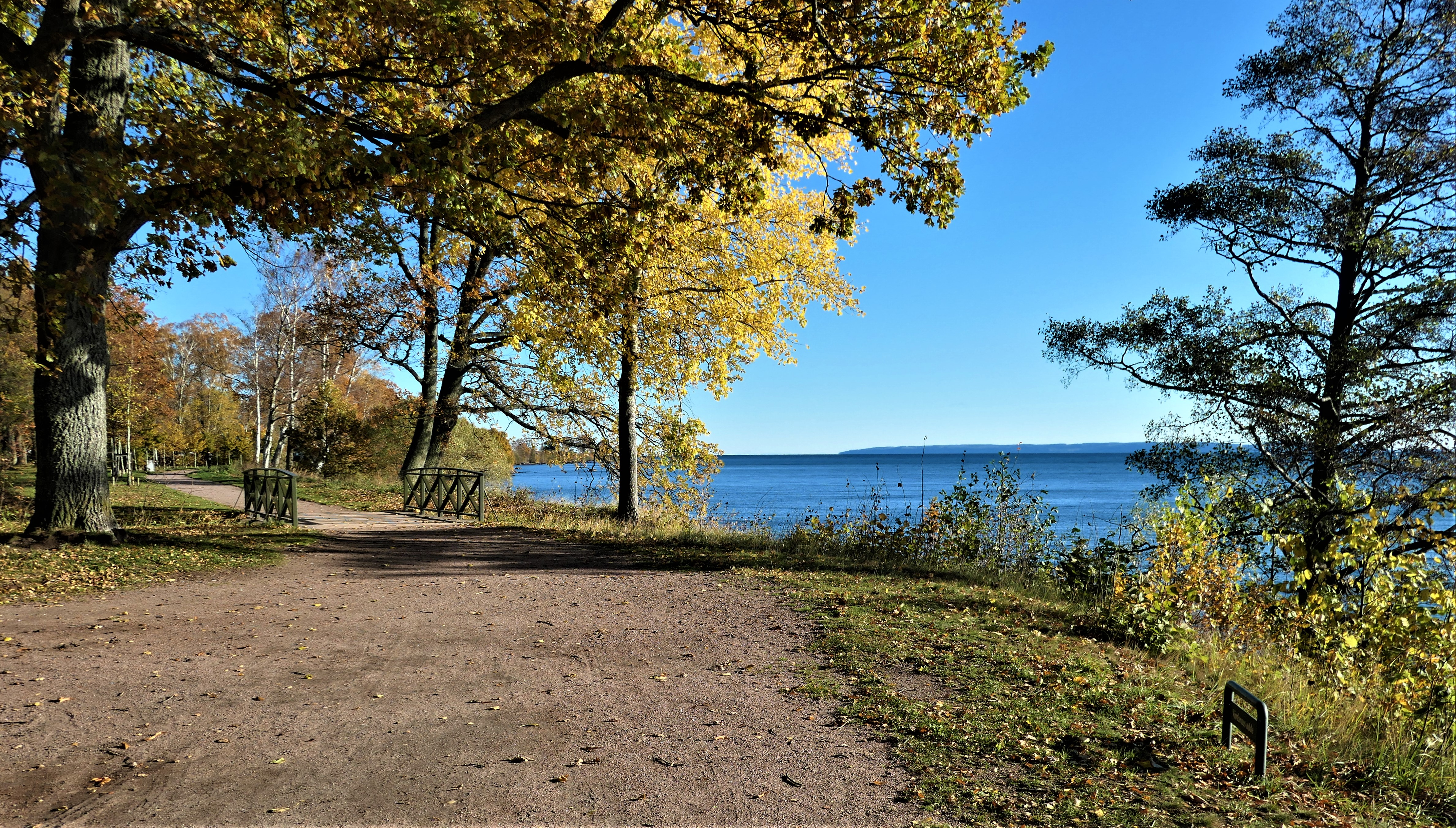
Strandpromenad i Hjo stadspark mot Sjöryd genom "Vindarnes udde" och Sjörydsbron.

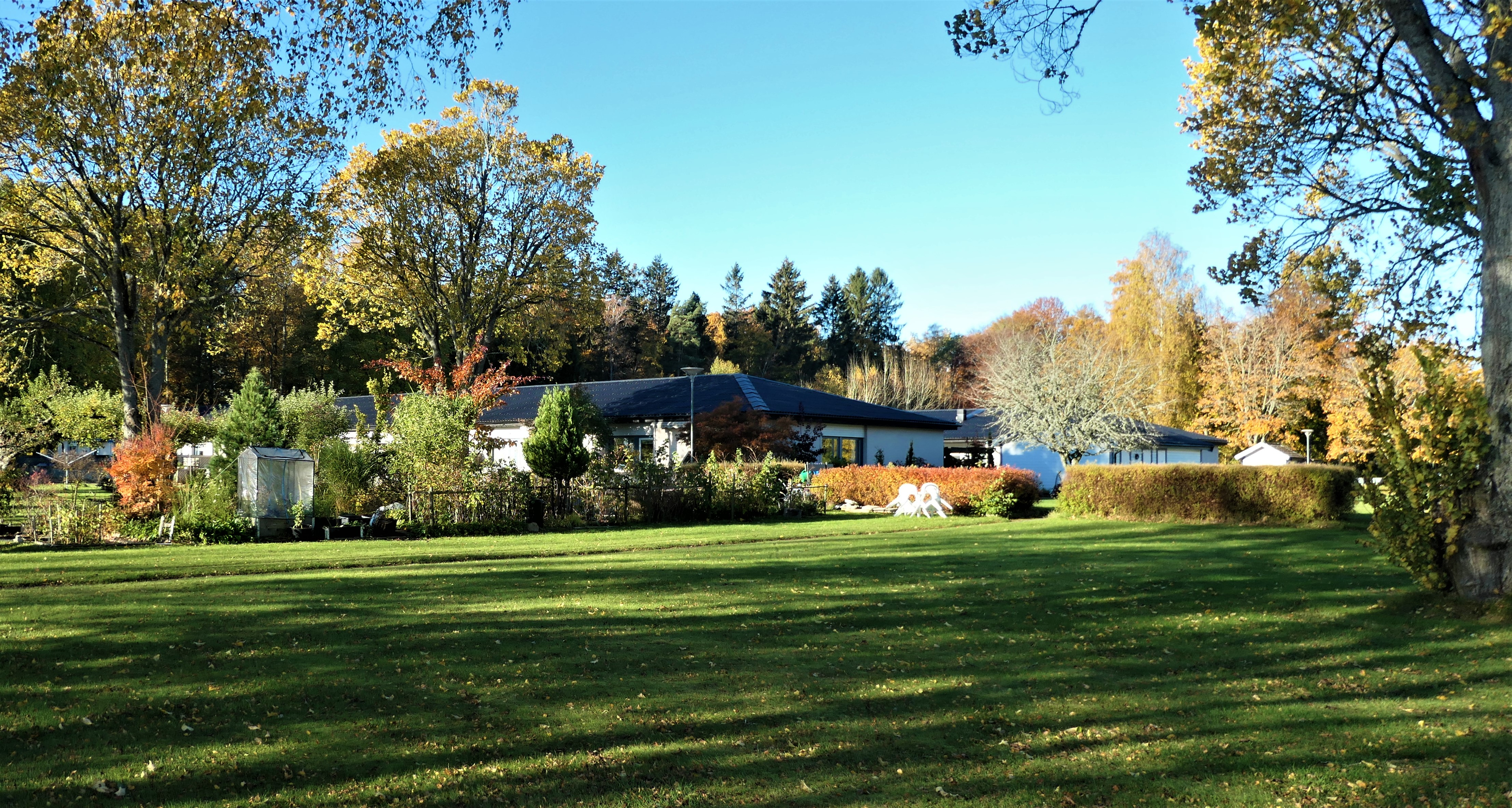
Låghusbebyggelse i Sjörydsområdet, som tidigare varit sjukhemspaviljonger.

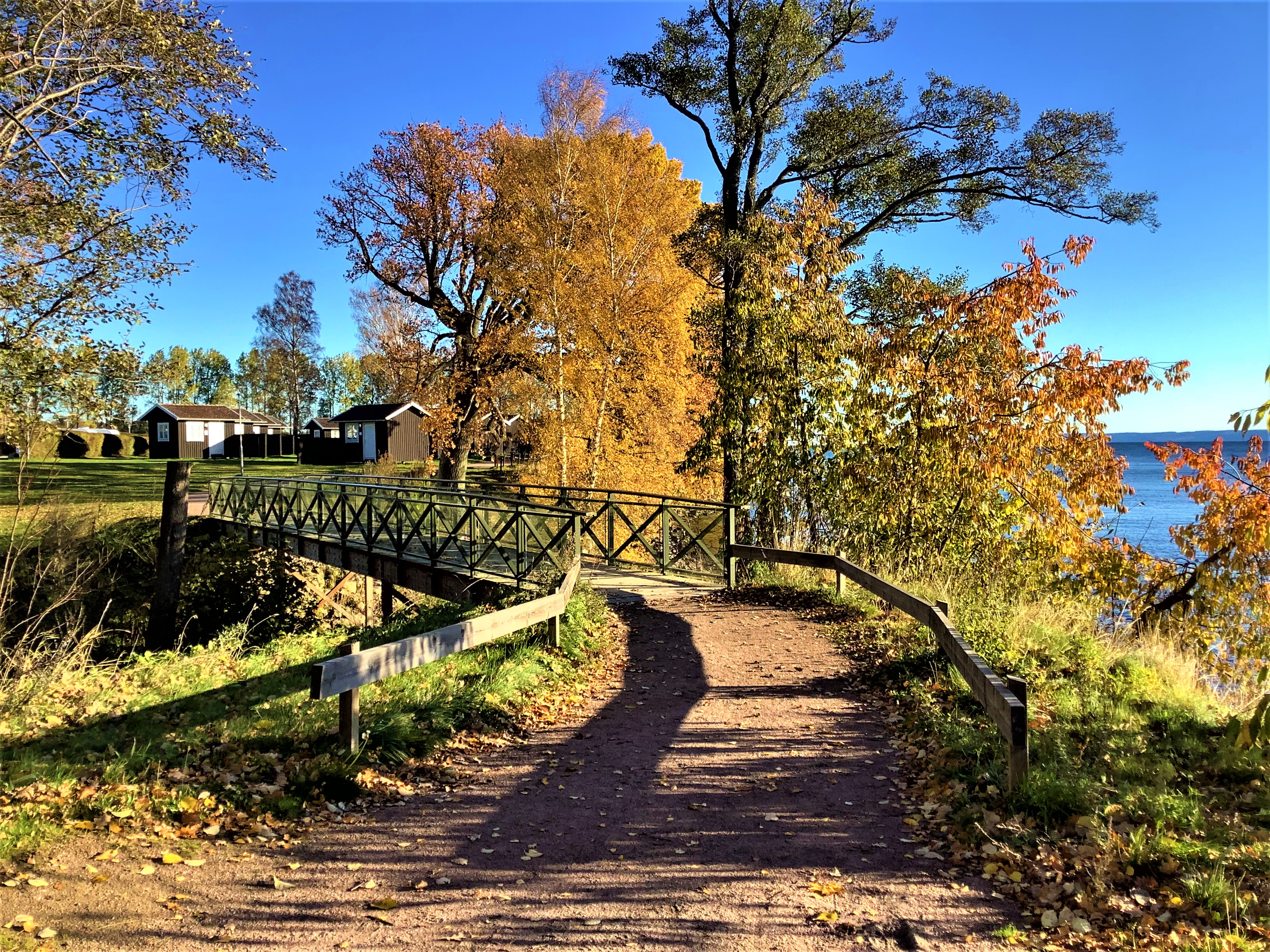
Bro över Sjörydsbäcken, som utgör den norra gränsen av Sjöryds nybyggnationsområde.

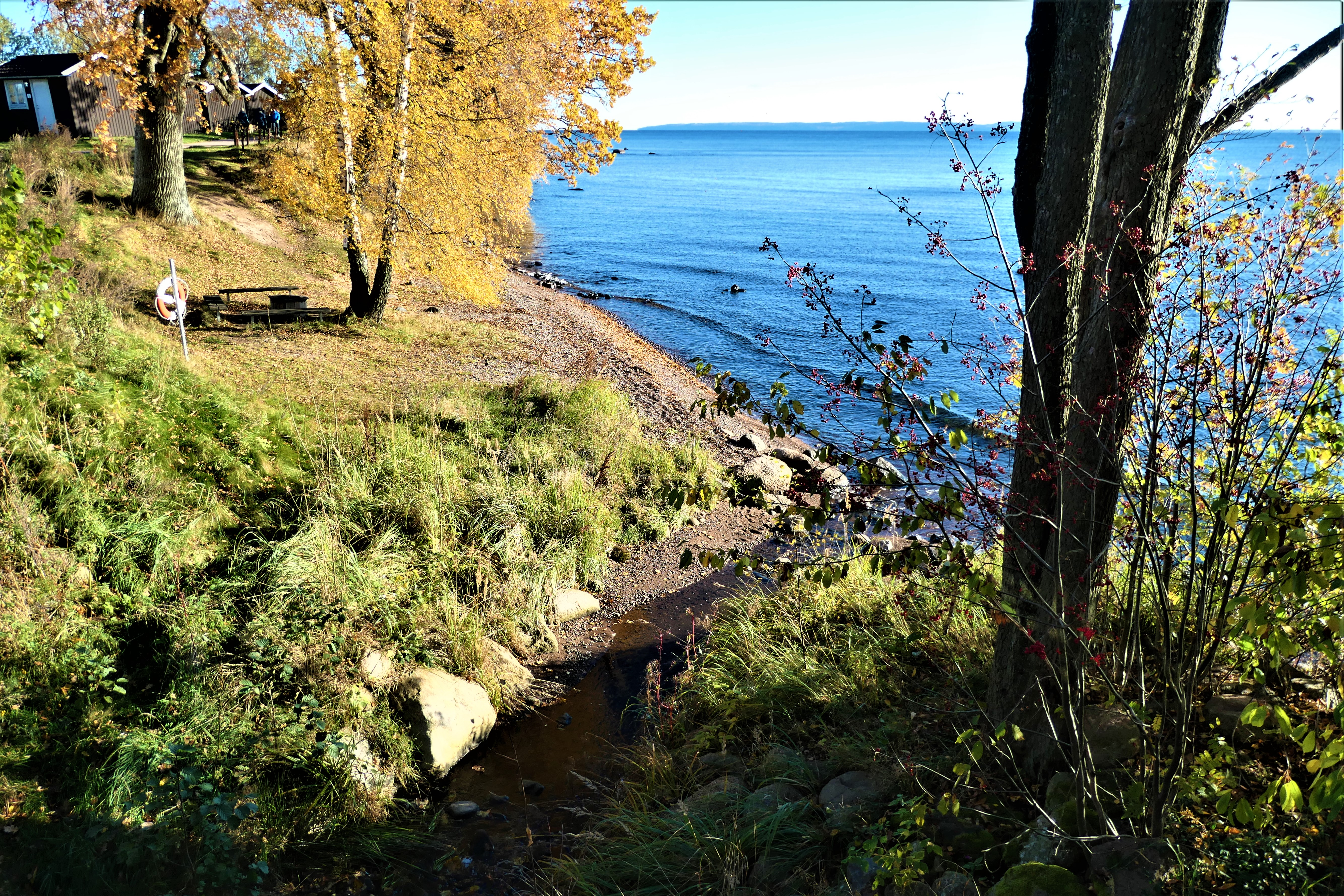
Sjörydsbäckens mynning i Vättern.

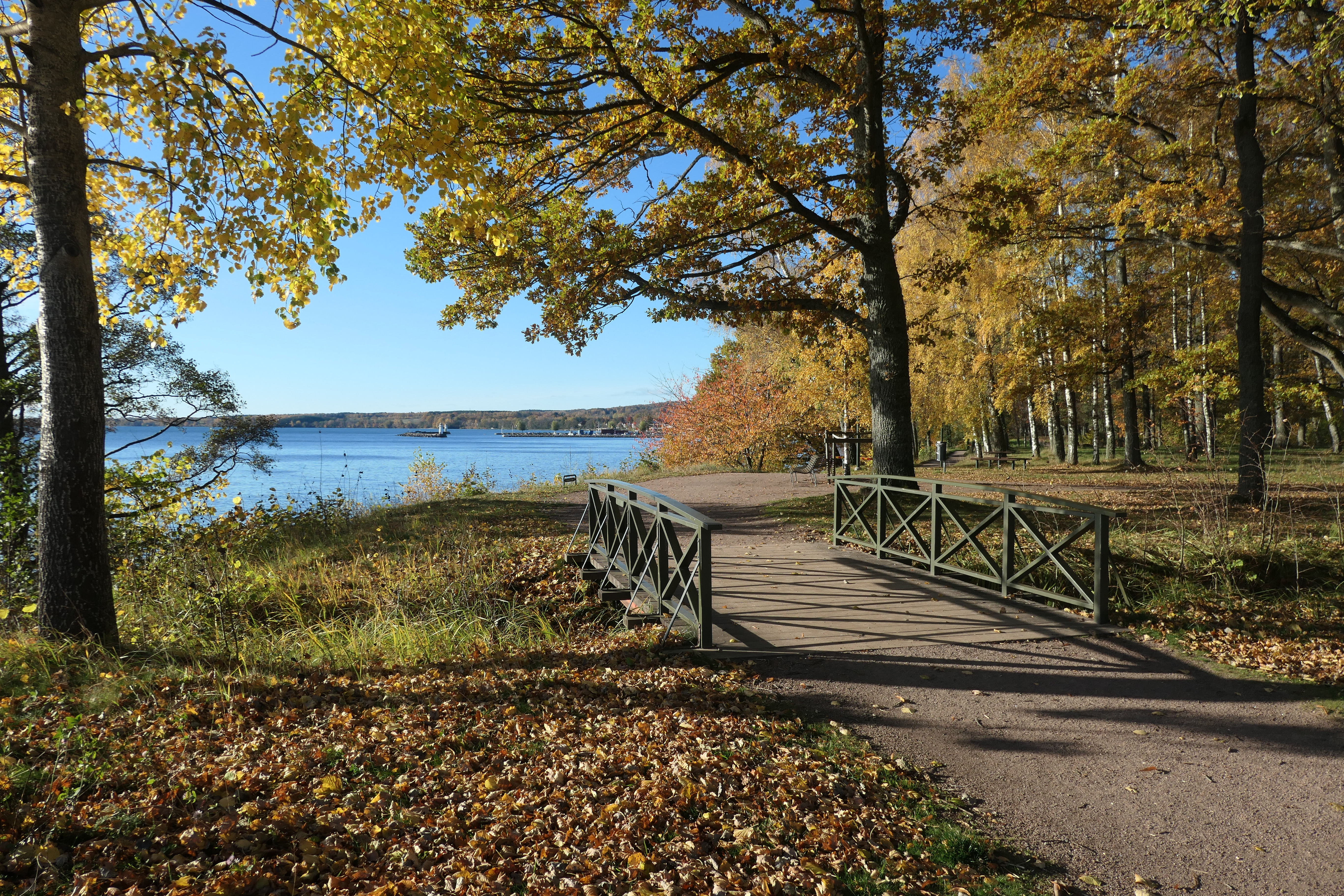
Vy från Sjörydsområdet söderut mot Hjo hamn.

För herrgården i Grästorps kommun, se Sjöryd (herrgård)
Sjöryd är en fastighet vid Vättern i norra Hjo.
Göran Gustafsson Posse lät 1915–1917 uppföra en stor villa med parkanläggning, ritad av Ernst Krüger i Göteborg som sommarbostad. Tomten sträckte sig från Karlsborgsvägen till Vättern. Efter hans död samma år beboddes villan av hans änka Marika fram till hennes död 1926. Därefter inrättades den som ett sjukhem för kroniker, som senare övertogs av Skaraborgs läns landsting.
På Sjöryd växte under 1900-talet upp en vårdmiljö mellan Karlsborgsvägen i väster och Vättern i öster. Två sjukhemsbyggnader i två våningar uppfördes norr om Posses villa, en 1931 och en 1942. Strax söder om villan kompletterades vårdhemsbebyggelsen 1953 med en kontors- och hälsovårdsbyggnad i två våningar.
Sjöryd gränsar i norr mot Sjörydsbäcken och i söder mot Hjo stadspark.
Den ursprungliga villan revs på 1970-talet. I senare tid har sjukhemmet lagts ned och Sjöryd omvandlades till en vårdcentral i Västra Götalandsregionens regi. De låga byggnaderna mot Vättern ombyggdes till radhuslägenheter. Det har också uppförts en byggnad av Hjo kommun för äldreboende med 20 lägenheter.
För den östra delen av tomten har under senare delen av 2010-talet antagits en detaljplan, som tillåter uppförandet av ett antal  flerbostadshus med för Hjo ovanligt höga bostadshus. Planeringen är för sex sexvåningshus att uppföras i etapper under 15–20 år.
År 2021 hade den södra av de två tidigare envånings H-formade sjukhemspaviljonerna från 1960–1970 rivits och förberedelser vidtagits för byggandet av en första etapp av flerbostadshus.